# SBJ銀行
株式会社SBJ銀行（エスビージェイぎんこう、英: Shinhan Bank Japan; 韓: SBJ은행）は、韓国の大手銀行、｢新韓銀行｣ (Shinhan Bank; 신한은행) を中核とする ｢新韓金融グループ｣ (Shinhan Financial Group; 신한금융그룹) の日本における現地法人であり、外資系銀行である。
なお ｢新韓金融グループ｣ は、｢韓国取引所｣ (KRX) および ニューヨーク証券取引所 (NYSE) に上場している。
新韓銀行の海外拠点として1986年に日本進出後、外資系銀行では2番目に国内銀行として金融庁の許可を受け、2009年9月に開業した。また、預金保険制度の対象銀行である。

## 概要
1982年（昭和57年）韓国において新韓銀行が設立され、日本においては1986年（昭和61年）に大阪支店を開設した。
2009年（平成21年）1月8日、新韓銀行の東京、大阪、福岡の3支店の事業を譲受ける目的で設立され、7月27日に金融庁より銀行免許を取得、9月14日に営業開始した。預金保険機構対象機関、全国銀行協会加盟。外国銀行の日本法人では、シティバンク銀行に続き、2社目である。
現在の日本法人トップは、並木 稔である。

## 沿革
- 1986年3月19日 - 新韓銀行大阪支店を開設[8]。
- 1988年6月20日 - 新韓銀行東京支店を開設[9]。
- 1997年9月12日 - 新韓銀行福岡支店を開設。
- 2004年 - 博多港・羽田空港国際線両替所（暫定国際線ターミナル）開設。
- 2009年
  - 1月8日 - 新韓銀行の在日支店の営業を譲受することを目的とし、同行の完全子会社・SBJ金融準備株式会社を東京に設立。
  - 4月28日 - 金融庁による営業免許予備審査終了[10]
  - 5月7日 - 株式会社SBJ銀行に商号変更。
  - 7月27日 - 金融庁より銀行免許を取得。[11]
  - 9月14日 - 新韓銀行大阪・東京・福岡支店の事業をSBJ銀行が譲受け[12]、SBJ銀行開業。
  - 11月25日 - 上本町支店を開設。
  - 12月22日 - 上野支店を開設。
- 2010年
  - 2月10日 - 横浜支店を開設。
  - 7月6日 - 羽田空港国内線両替所を開設。
- 2011年
  - 5月19日 - 神戸支店を開設。
  - 7月26日 - 福岡空港国際線両替所を開設。
  - 9月29日 - 新宿出張所を開設。
- 2012年9月5日 - 名古屋支店を開設。
- 2013年
  - 3月1日 - 新宿出張所を支店に昇格
  - 9月17日 - SBJ銀行本店および東京支店を虎の門から三田へ移転。
- 2015年
  - 3月9日 - 東京本店営業部を開設。
  - 12月7日 - 東京支店を丸の内に移転。同行初となる路面店が開店。
- 2018年4月9日 - 大阪ローンセンター開設
- 2019年
  - 4月8日 - 東京ローンセンター開設。
  - 4月8日 - 新宿ローンセンターを開設（ANY住宅ローンセンターの名称を変更）。
- 2020年
  - 3月29日 - 羽田空港第2ターミナル国際線両替所を開設。既存の両替所は羽田空港第3ターミナル両替所および羽田空港第2ターミナル国内線両替所に名称変更。
  - 4月1日 - システム子会社として株式会社SBJDNXを設立。

## 支店
すべて空中店舗となっていたが、2015年12月7日に千代田区丸の内に東京支店が同行初となる路面店として開店した（本店と同一ビル所在だったものを、同地に移転させた扱い）。
- 東京支店 - 東京都千代田区丸の内（みずほ銀行丸之内支店の旧所在地と同じビルの1F）
- 東京ローンセンター - 東京都千代田区丸の内
- 上野支店 - 東京都台東区東上野
- 新宿支店 - 東京都新宿区歌舞伎町
- 新宿ローンセンター - 東京都新宿区歌舞伎町
- 横浜支店 - 神奈川県横浜市中区相生町
- 名古屋支店 - 愛知県名古屋市中区栄
- 大阪支店 - 大阪府大阪市中央区南船場
- 大阪中央支店 - 大阪府大阪市中央区南船場
- 大阪ローンセンター - 大阪府大阪市中央区南船場
- 神戸支店 - 兵庫県神戸市中央区江戸町
- 福岡支店 - 福岡県福岡市中央区天神
- 東京本店営業部 - 東京都港区芝（本店と同一ビルに所在するが、口座店としては本店とは別組織として存在）

両替所
- 東京国際空港（羽田空港）第2ターミナル、第3ターミナル
- 福岡空港国際線ターミナル

### 提携ATM
セブン銀行、イオン銀行、みずほ銀行、ゆうちょ銀行、イーネットとATM利用提携をしている。2019年（令和元年）7月末時点で、全国72924台のATMでキャッシュカードの利用が可能である。
2019年11月よりATM手数料の無料回数が改定され、セブン銀行、イオン銀行、イーネットATMは入出金を含む合計月10回、みずほ銀行、ゆうちょ銀行ATMは入出金を含む合計月3回。プレミアクラブのステージがブロンズの場合はセブン銀行、イオン銀行、イーネットATMは入出金を含む合計月15回、みずほ銀行、ゆうちょ銀行ATMは入出金を含む合計月5回。シルバー以上は以前と変更はない（無制限無料）。無料回数超過後は1回あたり110円の手数料が発生する。なお、硬貨はATMで下ろすことはできない。

## 送金

### 内国為替
全銀ネット経由で、国内の金融機関に対する振込みが可能である。振込は窓口もしくはインターネットバンキング「SBJダイレクト」での取り扱いとなる。
SBJダイレクトでの他行宛て振込は通算で月5回まで無料となっており、6回目以降は1回につき220円（税込）を要する。窓口では他行宛ての振込は330円（税込）の振込手数料がかかる。窓口、SBJダイレクトともにSBJ銀行宛ての振込は無料である。また、SBJプレミアクラブのステージの適用ステージに応じて窓口、インターネットバンキング共に振込手数料優遇が受けられる。
2021年10月に振込手数料無料回数が改定され、一部金融機関宛に設定していた振込手数料無料回数の制約は廃止された。

### 外国為替
円建てと外貨建て（韓国ウォン、米ドル、ユーロ、英ポンド）を取り扱っている。仕向け海外送金の場合は、手数料として取扱手数料3,000円（2015年10月末時点）と為替手数料（送金額により異なる）がかかる。特徴として、韓国ウォン建ての場合は手数料を無料としている。被仕向送金については手数料として取扱手数料1,000円（2015年10月末時点）と為替手数料（送金額により異なる）がかかる。

### エクスプレス送金口座
あらかじめ登録しておいたエクスプレス送金口座に入金するだけで海外送金先の口座に自動送金されるサービス。口座開設には来店が必要だが、1度口座を作っておくと、インターネットバンキングやコンビニエンスストアでも海外送金できるのが特徴。年収によって、送金限度額が異なる。取扱通貨は日本円、韓国ウォン、米ドルが対象。韓国ウォン建て送金は一律1,000円である。

## 外貨両替
羽田空港国際線および国内線、福岡空港、博多港に両替所を設置している。営業時間は全店舗365日無休で、取扱通貨は各両替所ごとに異なるが、最大17カ国の通貨を取り扱っている。
スマートフォン用のアプリケーションとして、LINEと提携したLINE Pay外貨両替サービスアプリを管理及び配布している。

## キャッシュカードの利用
キャッシュカードは、2011年（平成23年）3月以降、日本在住の18歳以上の口座保有者に対する発行を開始した。キャッシュカードのATM利用は2011年（平成23年）4月18日以降順次出来るようになり、同日からはセブン銀行とイオン銀行の各ATMが利用提携を開始した。なお同年5月9日にみずほ銀行ATMとの利用提携を開始し、2013年（平成25年）9月2日、イーネットとの業務提携によるコンビニATMサービスを開始した。2019年（令和元年）7月末時点で、全国72924台のATMでキャッシュカードの利用が可能である。

## SBJダイレクト
2011年（平成23年）12月5日よりインターネットバンキングのサービスが開始。当行間振込みが24時間即時決済可能で何度でも無料である。他行振込も5回まで無料となっている。なお、開業7年目を記念して、7回まで無料とした。インターネットバンキング上で、円定期預金・円定期積金の開設および解約も可能であり、外貨預金も開設できることが特徴。乱数表によるセキュリティカード若しくはトークン（ワンタイムパスワード生成機）によるセキュリティ対策を講じている。
法人版のBizダイレクトでは、総合振込サービス、自動振替サービス、海外送金の受付が可能である。信用状等の取引ができる輸入出業務も可能であり、手数料は個人・法人とも無料である。ただし一部銀行は月3回までと制限されている。

## クレジットカード「SBJ VISA」
九州カードと提携し、クレジットカードの取り扱いを2015年3月23日から開始。韓国から来日した駐在員も一定の審査を満たすと発行してくれるのが特徴。駐在員は条件付き、法人や個人は年会費が永久無料となっており、ETCカードや家族会員も取り扱っている。種類はクラシックとゴールドがある。VISAワールドプレゼントポイントが貯まる。

## 信用格付
| 格付機関               | 対象                      | 格付 | 見通し |
| ---------------------- | ------------------------- | ---- | ------ |
| ムーディーズ・ジャパン | 長期預金格付 (自国通貨建) | A2   | 安定的 |
| ムーディーズ・ジャパン | 短期預金格付 (自国通貨建) | P-1  | −      |
| JCR                    | 長期発行体格付            | AA-  | 安定的 |